# Namalycastis brevicornis
Namalycastis brevicornis är en ringmaskart som först beskrevs av Jean Victor Audouin och Milne Edwards 1833.  I den svenska databasen Dyntaxa används istället namnet Lycastis brevicornis. Enligt Catalogue of Life ingår Namalycastis brevicornis i släktet Namalycastis och familjen Nereididae, men enligt Dyntaxa är tillhörigheten istället släktet Lycastis och familjen Nereididae. Arten har ej påträffats i Sverige. Inga underarter finns listade i Catalogue of Life.